# Мирела Предојевић
Мирела Предојевић (Босанска Градишка, 14. октобар 1977) српска је глумица.

## Биографија
Рођена је 14. октобра 1977. године у Градишки, гдје завршава Основну школу и Општу гимназију. Дипломирала је глуму на Академији умјетности у Бањалуци.
Од 2005. године стално је запослена у Позоришту Приједор. Најпознатија је по улози Бранке у серијалу филмова Добро јутро, комшија.

## Улоге
| Год.  | Назив                  | Улога   |
| ----- | ---------------------- | ------- |
| 2022. | Добро јутро, комшија 8 | Бранка  |
| 2021. | Добро јутро, комшија 7 | Бранка  |
| 2020. | Срећан пут, комшија    | Бранка  |
| 2019. | Добро јутро, комшија 5 | Бранка  |
| 2017. | Добро јутро, комшија 4 | Бранка  |
| 2016. | Добро јутро, комшија 3 | Бранка  |
| 2014. | Добро јутро, комшија 2 | Бранка  |
| 2012. | Добро јутро, комшија   | Бранка  |
| 2011. | Црвени костим          | Смиљана |
| 2009. | Блесиметар             |         |